# 北巽駅
北巽駅（きたたつみえき）は、大阪府大阪市生野区巽東一丁目にある、大阪市高速電気軌道 (Osaka Metro) 千日前線の駅。駅番号はS23。

## 歴史
- 1981年（昭和56年）12月2日：千日前線新深江 - 南巽間延伸時に開業[2]。
- 2014年（平成26年）5月10日：可動式ホーム柵の使用を開始[3]。
- 2018年（平成30年）4月1日：大阪市交通局の民営化により、大阪市高速電気軌道 (Osaka Metro) の駅となる。

## 駅構造
島式ホーム1面2線の地下駅である。改札口は1箇所のみ。

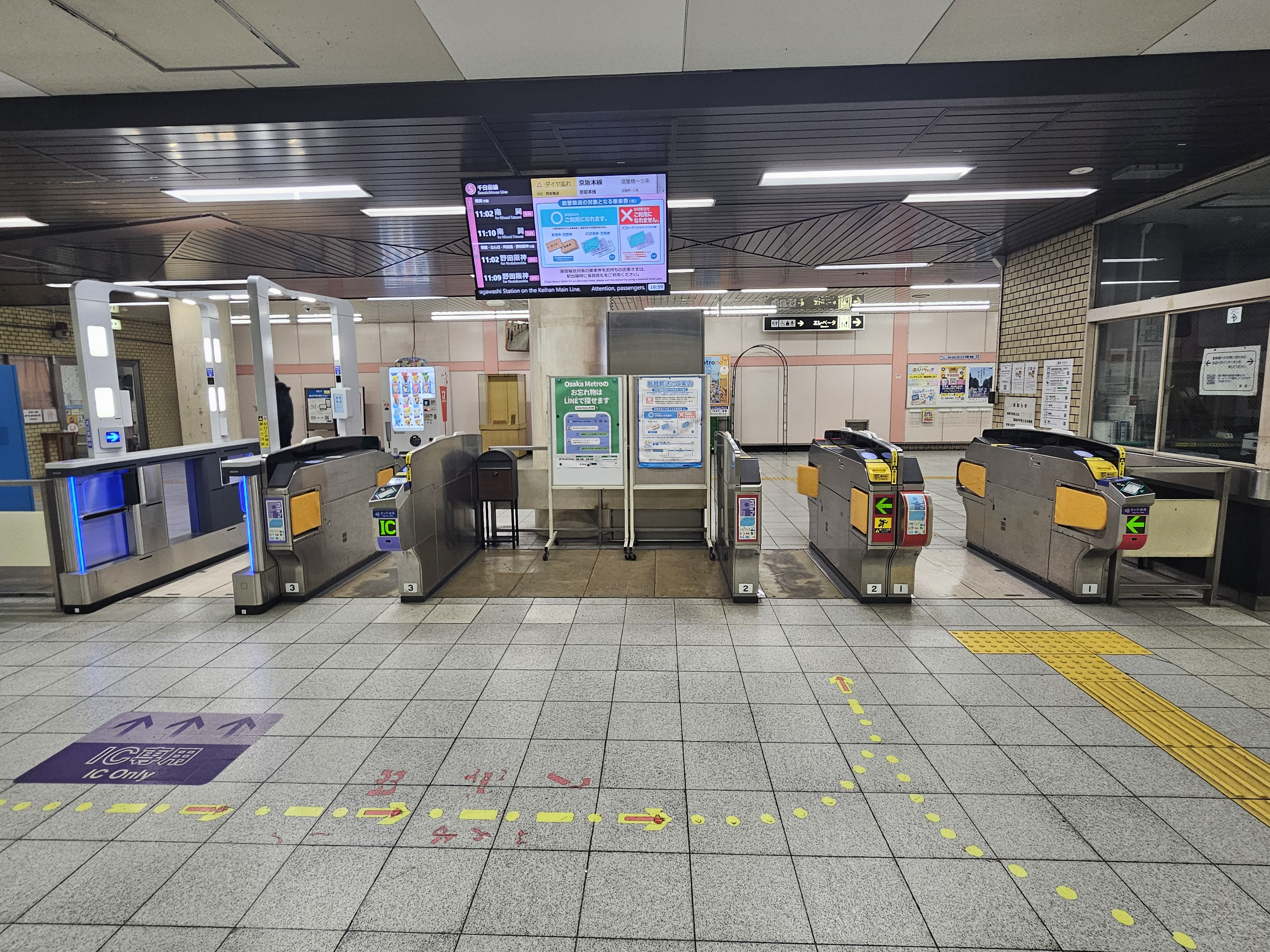
改札（2025年1月）
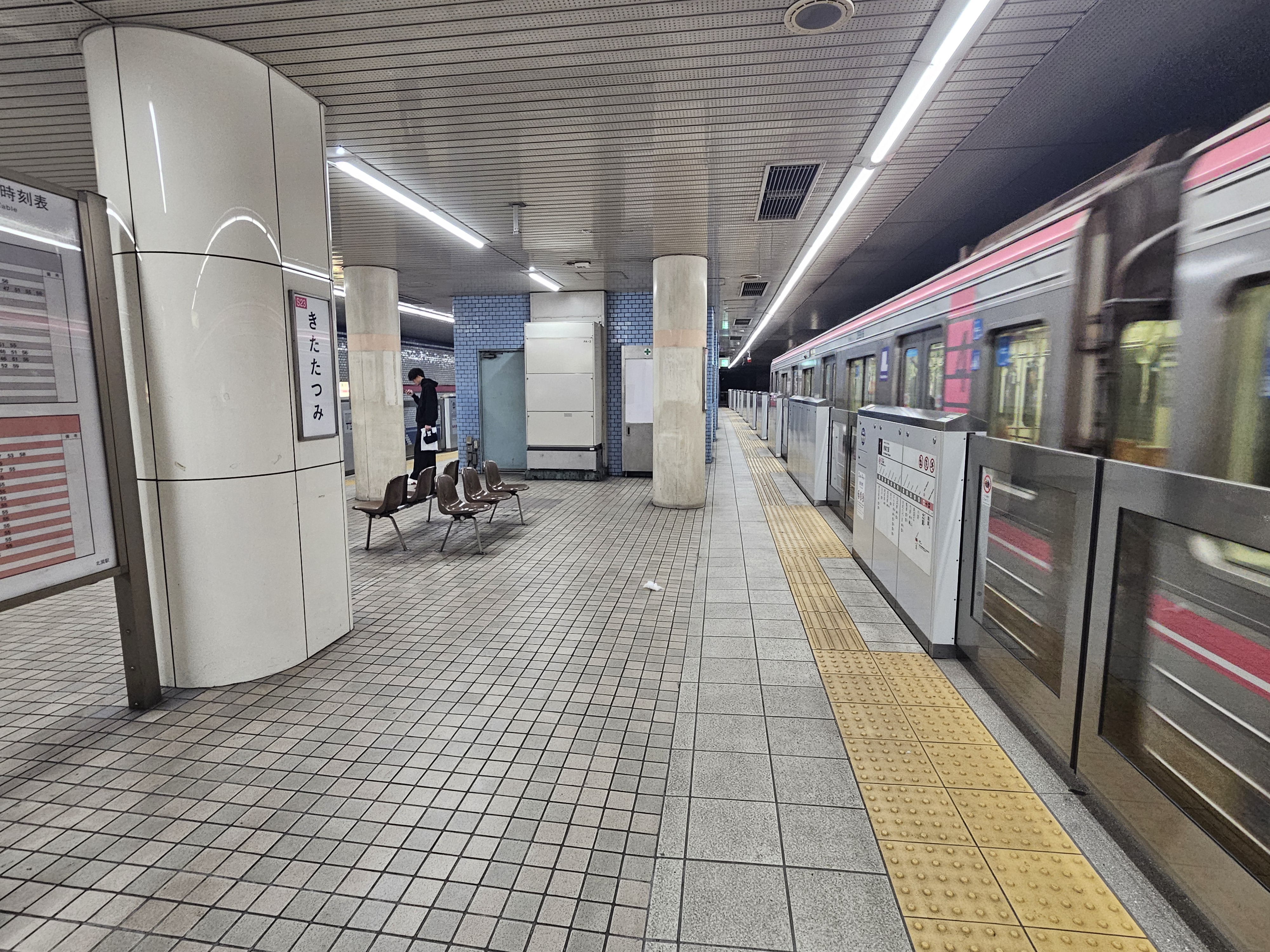
プラットホーム（2025年1月）

### のりば
| 番線 | 路線     | 行先                 |
| ---- | -------- | -------------------- |
| 1    | 千日前線 | 南巽方面             |
| 2    | 千日前線 | なんば・野田阪神方面 |

### 出口
| 出口番号 | 出口周辺                             | 備考             |
| -------- | ------------------------------------ | ---------------- |
| 1        | シティバスのりば・北巽バスターミナル | エレベーターあり |
| 2        |                                      |                  |
| 3        |                                      |                  |
| 4        |                                      |                  |
| 5        | 大阪内環状線西側                     |                  |

## 利用状況
2024年11月12日の1日乗降人員は13,694人（乗車人員：6,808人、降車人員：6,886人）であり、千日前線の駅では14駅中10位（他地下鉄路線と接続しない駅では4位）。
各年度の特定日における利用状況は下表の通りである。なお1995年度の記録については1996年に行われた調査であるが、会計年度上表中に記載の年度となる。
| 年度               | 調査日   | 乗車人員 | 降車人員 | 乗降人員 | 出典          | 出典          |
| 年度               | 調査日   | 乗車人員 | 降車人員 | 乗降人員 | メトロ        | 大阪府        |
| ------------------ | -------- | -------- | -------- | -------- | ------------- | ------------- |
| 1985年（昭和60年） | 11月12日 | 4,921    | 4,878    | 9,799    |               | [ 大阪府 1 ]  |
| 1987年（昭和62年） | 11月10日 | 5,261    | 5,184    | 10,445   |               | [ 大阪府 2 ]  |
| 1990年（平成02年） | 11月06日 | 5,811    | 5,467    | 11,278   |               | [ 大阪府 3 ]  |
| 1995年（平成07年） | 02月15日 | 5,276    | 5,051    | 10,327   |               | [ 大阪府 4 ]  |
| 1998年（平成10年） | 11月10日 | 5,043    | 5,303    | 10,346   |               | [ 大阪府 5 ]  |
| 2007年（平成19年） | 11月13日 | 6,046    | 6,060    | 12,106   |               | [ 大阪府 6 ]  |
| 2008年（平成20年） | 11月11日 | 6,183    | 6,134    | 12,317   |               | [ 大阪府 7 ]  |
| 2009年（平成21年） | 11月10日 | 6,005    | 5,879    | 11,884   |               | [ 大阪府 8 ]  |
| 2010年（平成22年） | 11月09日 | 6,084    | 6,080    | 12,164   |               | [ 大阪府 9 ]  |
| 2011年（平成23年） | 11月08日 | 6,292    | 6,255    | 12,547   |               | [ 大阪府 10 ] |
| 2012年（平成24年） | 11月13日 | 6,235    | 6,252    | 12,487   |               | [ 大阪府 11 ] |
| 2013年（平成25年） | 11月19日 | 6,298    | 6,273    | 12,571   | [ メトロ 1 ]  | [ 大阪府 12 ] |
| 2014年（平成26年） | 11月11日 | 6,367    | 6,322    | 12,689   | [ メトロ 2 ]  | [ 大阪府 13 ] |
| 2015年（平成27年） | 11月17日 | 6,532    | 6,507    | 13,039   | [ メトロ 3 ]  | [ 大阪府 14 ] |
| 2016年（平成28年） | 11月08日 | 6,615    | 6,549    | 13,164   | [ メトロ 4 ]  | [ 大阪府 15 ] |
| 2017年（平成29年） | 11月14日 | 6,770    | 6,819    | 13,589   | [ メトロ 5 ]  | [ 大阪府 16 ] |
| 2018年（平成30年） | 11月13日 | 6,942    | 6,929    | 13,871   | [ メトロ 6 ]  | [ 大阪府 17 ] |
| 2019年（令和元年） | 11月12日 | 6,963    | 6,905    | 13,868   | [ メトロ 7 ]  | [ 大阪府 18 ] |
| 2020年（令和02年） | 11月10日 | 6,101    | 6,088    | 12,189   | [ メトロ 8 ]  | [ 大阪府 19 ] |
| 2021年（令和03年） | 11月16日 | 5,970    | 5,986    | 11,956   | [ メトロ 9 ]  | [ 大阪府 20 ] |
| 2022年（令和04年） | 11月15日 | 6,350    | 6,304    | 12,654   | [ メトロ 10 ] | [ 大阪府 21 ] |
| 2023年（令和05年） | 11月07日 | 6,479    | 6,431    | 12,910   | [ メトロ 11 ] | [ 大阪府 22 ] |
| 2024年（令和06年） | 11月12日 | 6,808    | 6,886    | 13,694   | [ メトロ 12 ] |               |

## 駅周辺
生野区役所から約2 km東へ離れた東大阪市寄りの位置にある。
- ライフ 巽店
- サンディ 生野巽店
- ジャパン 生野店
- ウエルシア 生野巽北店
- キリン堂 たつみ店
- マクドナルド 北巽店
- 丸亀製麺 生野巽店
- かっぱ寿司 生野店
- オリジン弁当 北巽店
- ジョリーパスタ 生野店
- TSUTAYA 北巽店
- コジマ×ビックカメラ 生野店
- ユニクロ 生野巽店
- はるやま 大阪巽北店
- ワークマン 生野巽店
- イエローハット 生野巽中店
- 眼鏡市場 北巽勝山通り店
- ロート製薬 本社
- ノーベル製菓 本社
- 育和会記念病院
- 生野東巽郵便局
- 巽公園
- 難波寺

## バス路線
最寄停留所は、北巽駅前交差点北東にある北巽バスターミナル（1981年12月5日新設）である。以下の路線が乗り入れ、大阪シティバスにより運行されている。なお、バスターミナルは駅の1号出入口につながっている。
| のりば | 系統 | 行先     | 担当 |
| ------ | ---- | -------- | ---- |
| 1      | 18   | 玉造     | 守口 |
| 2      | 13   | あべの橋 | 住吉 |

また、国道479号（内環状線）沿いには地下鉄北巽停留所もあり、下記のバス路線が乗り入れる。
- 19号系統：加美東三丁目北/地下鉄今里

## 隣の駅
大阪市高速電気軌道 (Osaka Metro)
 千日前線
小路駅 (S22) - 北巽駅 (S23) - 南巽駅 (S24)
- ( ) 内は駅番号を示す。

### 記事本文

### 利用状況
1. ↑  路線別駅別乗降人員 - 大阪市高速電気軌道
2. ↑  大阪府統計年鑑 - 大阪府
3. ↑  大阪市統計書 - 大阪市

#### 大阪市高速電気軌道
1. ↑  路線別乗降人員 （2013年11月19日（火）交通調査） (PDF)
2. ↑  路線別乗降人員 （2014年11月11日（火）交通調査） (PDF)
3. ↑  路線別乗降人員 （2015年11月17日（火）交通調査） (PDF)
4. ↑  路線別乗降人員 （2016年11月8日（火）交通調査） (PDF)
5. ↑  路線別乗降人員 （2017年11月14日（火）交通調査） (PDF)
6. ↑  路線別乗降人員 （2018年11月13日（火）交通調査） (PDF)
7. ↑  路線別乗降人員 （2019年11月12日（火）交通調査） (PDF)
8. ↑  路線別乗降人員 （2020年11月10日（火）交通調査） (PDF)
9. ↑  路線別乗降人員 （2021年11月16日（火）交通調査） (PDF)
10. ↑  路線別乗降人員 （2022年11月15日（火）交通調査） (PDF)
11. ↑  路線別乗降人員 （2023年11月7日（火）交通調査） (PDF)
12. ↑  路線別乗降人員 （2024年11月12日（火）交通調査） (PDF)

#### 大阪府統計年鑑
1. ↑  大阪府統計年鑑（昭和61年） (PDF)
2. ↑  大阪府統計年鑑（昭和63年） (PDF)
3. ↑  大阪府統計年鑑（平成3年） (PDF)
4. ↑  大阪府統計年鑑（平成8年） (PDF)
5. ↑  大阪府統計年鑑（平成11年） (PDF)
6. ↑  大阪府統計年鑑（平成20年） (PDF)
7. ↑  大阪府統計年鑑（平成21年） (PDF)
8. ↑  大阪府統計年鑑（平成22年） (PDF)
9. ↑  大阪府統計年鑑（平成23年） (PDF)
10. ↑  大阪府統計年鑑（平成24年） (PDF)
11. ↑  大阪府統計年鑑（平成25年） (PDF)
12. ↑  大阪府統計年鑑（平成26年） (PDF)
13. ↑  大阪府統計年鑑（平成27年） (PDF)
14. ↑  大阪府統計年鑑（平成28年） (PDF)
15. ↑  大阪府統計年鑑（平成29年） (PDF)
16. ↑  大阪府統計年鑑（平成30年） (PDF)
17. ↑  大阪府統計年鑑（令和元年） (PDF)
18. ↑  大阪府統計年鑑（令和2年） (PDF)
19. ↑  大阪府統計年鑑（令和3年） (PDF)
20. ↑  大阪府統計年鑑（令和4年） (PDF)
21. ↑  大阪府統計年鑑（令和5年） (PDF)
22. ↑  大阪府統計年鑑（令和6年） (PDF)